# Лактине
Ла̀ктине или Ла̀ктиние (тъй като н е палатализиран, среща се и днес неправилното изписване Лактинье, на македонска литературна норма: Лактиње), е село в община Дебърца на Северна Македония.

## География
Селото е в Горна Дебърца, част от котловината Дебърца между Илинската планина от изток и Славей планина от запад.

## История
В XIX век Лактине е българско село в нахия Дебърца на Охридската каза на Османската империя. Църквата „Свети Илия“ е от XIX век. В „Етнография на вилаетите Адрианопол, Монастир и Салоника“, издадена в Константинопол в 1878 година и отразяваща статистиката на населението от 1873 година Лактиние (Laktinié) е посочено като село с 40 домакинства със 125 жители българи.
Според Васил Кънчов в 90-те години Лактинье има 70 къщи. Според статистиката му („Македония. Етнография и статистика“) от 1900 година Лактинье е населявано от 480 жители, всички българи християни.
На Етнографската карта на Битолския вилает на Картографския институт в София от 1901 година Лактине е чисто българско село в Охридската каза на Битолския санджак с 60 къщи.
В началото на XX век цялото население на селото е под върховенството на Българската екзархия. По данни на секретаря на екзархията Димитър Мишев в 1905 година в Лактине има 560 българи екзархисти и функционира българско училище.
Според преброяването от 2002 година селото има 82 жители – 81 македонци и 1 сърбин.
| Националност | Всичко |
| македонци    | 81     |
| албанци      | 0      |
| турци        | 0      |
| роми         | 0      |
| власи        | 0      |
| сърби        | 1      |
| бошняци      | 0      |
| други        | 0      |

## Личности
Родени в Лактине
- Алексо Стоянов, български революционер от ВМОРО, войвода на четата от Лактине през Илинденско-Преображенското въстание[8]
- Бимбил Алексов, деец на ВМОРО[9]
- Благоя Лактински (1942 - 2006), северномакедонски поет
- Божин Стоянов Силянов, български революционер, деец на ВМОРО[10] арестуван през септември 1903 година, обвинен в „присъединяване към българските разбойници“, осъден на 5 години каторга, заточен в Диарбекир, амнистиран с общата амнистия от 12 април 1904 година[11]
- Велян Стоянов Силянов, български революционер, деец на ВМОРО[10]
- Вита Спасе, арестуван през септември 1903 година, обвинен в „присъединяване към българските разбойници“, осъден на 5 години каторга, заточен в Диарбекир, амнистиран с общата амнистия от 12 април 1904 година[12]
- Герасим Христов, български революционер, деец на ВМОРО
- Георгия Найдоски (р. 1942), северномакедонски писател
- Деян Димитров (1873 – 1912), български революционер
- Димо Андрев, български революционер, деец на ВМОРО[13]
- Димо Корунов Христов, български революционер, деец на ВМОРО[14]
- Дуко Цветанов, български революционер, деец на ВМОРО[15]
- Здраве Максимов Илиов, български революционер, деец на ВМОРО[16]
- Иван Войнев, български революционер, деец на ВМОРО. Роднина на Смиле Войданов Войнев.[13]
- Илия Христов Ничев, български революционер, деец на ВМОРО[17]
- Йонче Андреев, български революционер, деец на ВМОРО[13]
- Каранфил Коста, арестуван през септември 1903 година, обвинен в „присъединяване към българските разбойници“, осъден на 5 години каторга, заточен в Диарбекир, амнистиран с общата амнистия от 12 април 1904 година[11]
- Каранфил Яни, арестуван през септември 1903 година, обвинен в „присъединяване към българските разбойници“, осъден на 5 години каторга, заточен в Диарбекир, амнистиран с общата амнистия от 12 април 1904 година[11]
- Кузман Крстанов Кузманов, български революционер, деец на ВМОРО[18]
- Миладин Танев, български революционер, деец на ВМОРО[10]
- Милош Богданов (1876 - ?), български революционер
- Милош Софрониев Цветков, български революционер, деец на ВМОРО[15]
- Мияйле Василев, български революционер, деец на ВМОРО[13]
- Наум Спасе, арестуван през септември 1903 година, обвинен в „присъединяване към българските разбойници“, осъден на 5 години каторга, заточен в Диарбекир, амнистиран с общата амнистия от 12 април 1904 година[11]
- Никола Ваня, арестуван през септември 1903 година, обвинен в „присъединяване към българските разбойници“, осъден на 5 години каторга, заточен в Диарбекир, амнистиран с общата амнистия от 12 април 1904 година[12]
- Никола Илийов, български революционер, деец на ВМОРО[16]
- Петко Христов Велянов, български революционер, деец на ВМОРО[13]
- Смиле Алексов Иванов, български революционер, деец на ВМОРО[16]
- Смиле Войданов (1872 – 1958), български революционер
- Стефан Костев, български революционер, деец на ВМОРО[18]
- Стоян Алексо, арестуван през септември 1903 година, обвинен в „присъединяване към българските разбойници“, осъден на 5 години каторга, заточен в Диарбекир, амнистиран с общата амнистия от 12 април 1904 година[12]
- Стоян Димо, арестуван през септември 1903 година, обвинен в „присъединяване към българските разбойници“, осъден на 5 години каторга, заточен в Диарбекир, амнистиран с общата амнистия от 12 април 1904 година[12]
- Стоян Максимов Илиов, български революционер, деец на ВМОРО[16]
- Сърбин Бу(о)йна, арестуван през септември 1903 година, обвинен в „присъединяване към българските разбойници“, осъден на 5 години каторга, заточен в Диарбекир, амнистиран с общата амнистия от 12 април 1904 година[19]
- Търпе Танев Донев, български революционер, деец на ВМОРО[20]
- Христо Тренев Ангелев, български революционер, деец на ВМОРО[13]
- Христо Трайчев Савев, български революционер, деец на ВМОРО[10]